# Shane Duffy
Shane Patrick Michael Duffy (in irlandese Seán Pádraig Micheál Ó Dubhthaigh; Derry, 1º gennaio 1992) è un calciatore nordirlandese naturalizzato irlandese, difensore del Norwich City e della nazionale irlandese.

## Carriera

### Club
Da giovane, Duffy ha giocato soprattutto a Calcio Gaelico con il Doire Colmcille CLG, ma contemporaneamente anche a calcio per i Foyle Harps: entrambe le squadre, infatti, hanno sede a Derry, sua città natale. Ha rappresentato l'Irlanda del Nord nel Victory Shield 2007, trofeo per gli under-16, colpendo positivamente il manager dell'Everton David Moyes in una partita a Bloomfield Road contro i parietà dell'Inghilterra.
Si è unito all'Everton nel novembre 2008, lavorando per poter guadagnarsi il posto nell'under-18 delle riserve. 7 mesi più tardi, Moyes ha chiamato lui ed altri giovani per alcune amichevoli pre-campionato, durante le quali Duffy ha segnato il suo primo gol con la maglia dei Toffees, in un 4-0 contro il Rochdale. Ha debuttato ufficialmente in un match di Europa League contro l'AEK Atene nel dicembre 2009, subentrando all'infortunato Sylvain Distin. Nella partita europea seguente, Duffy ha debuttato al Goodison Park nella partita contro il BATE Borisov.
Il 31 agosto 2011 passa in prestito allo Scunthorpe.. L'11 gennaio 2012 torna all'Everton, facendo il suo esordio in Premier League contro il Tottenham.
Il 2 settembre del 2020, Duffy è passato in prestito annuale al Celtic, squadra di cui è tifoso e per cui aveva sempre sognato di giocare. Tuttavia, nonostante un ottimo inizio in maglia biancoverde, caratterizzato anche da un goal immediato al suo debutto con i Bhoys il 12 settembre (nella vittoria per 5-0 sul campo del Ross County), oltre ad un'altra rete appena quattro giorni dopo (contro il St. Mirren), in Scozia Duffy vive una stagione molto difficile, condizionata da alcune prestazioni al di sotto delle aspettative e da un serio infortunio, che l'ha messo fuori gioco per la maggior parte del girone di ritorno del campionato. Il difensore conclude comunque con un totale di 27 presenze e tre reti, rimanendo però coinvolto nella deludente stagione del Celtic, che viene clamorosamente eliminato in entrambe le coppe nazionali e manca l'appuntamento con il suo decimo titolo di fila, finendo secondo alle spalle dei rivali dei Rangers. In seguito, Duffy si è scusato pubblicamente con i tifosi della squadra per non aver reso quanto avrebbe voluto, motivando il proprio calo di rendimento con un momento in generale difficile della sua vita.
Dopo essere tornato al Brighton nell'estate del 2021, l'irlandese è riuscito a impressionare di nuovo l'allenatore Graham Potter durante il pre-campionato, recuperando così il posto da titolare nella formazione bianco-blu. Ha quindi partecipato alle prime due gare della nuova stagione di Premier League, in cui i Seagulls prima hanno vinto in rimonta (2-1) in casa del Burnley, e poi hanno superato il Watford per 2-0: in quest'ultima occasione, Duffy ha segnato il suo primo gol per il Brighton dopo più di un anno.
Il 5 agosto 2022 viene ceduto in prestito al Fulham.

### Nazionale

#### Irlanda del Nord
Duffy ha giocato per l'Irlanda del Nord a partire dall'Under-16. Diventato membro fisso della selezione Under-17, faceva parte della squadra per le qualificazioni agli Europei Under-17 del 2009, obiettivo poi mancato. Nella prima gara del girone un suo gol su rigore ha permesso agli irlandesi di sconfiggere il Liechtenstein proprio per 1-0.
All'età di 17 anni è stato convocato per la Nazionale maggiore nel giugno 2009, per un'amichevole contro l'Italia, rimanendo in panchina per tutto l'incontro. Nell'agosto 2009 ha debuttato con l'Under-21 giocando tutti i 90' della sconfitta esterna contro il Portogallo.
Ha disputato poi alcune partite nelle qualificazioni per l'Europeo Under-19 giocatosi in Francia nel 2010, segnando 2 gol nel 4-0 inflitto alla Bosnia-Erzegovina, la prima vittoria dei Greens nel girone di qualificazione.

#### Irlanda
Grazie al padre, originario di Donegal, ed ai nonni materni, irlandesi anche loro, Duffy è convocabile per la nazionale irlandese; il giocatore ha poi effettivamente scelto gli Shamrocks grazie a una discussione con Liam Brady, già giocatore e allenatore della Nazionale. L'Everton, allora, ha informato la FAI della scelta del suo giocatore e i vertici della federazione irlandese si sono attivati per convocarlo per un allenamento da tenersi a maggio 2010. Durante una partita fra la squadra in sviluppo e un gruppo di dilettanti, Duffy ha subito un violento scontro col portiere Adrian Walsh, durante il quale ha riportato danni al fegato, ed è stato operato d'urgenza in quanto ha rischiato la vita. Dopo un pieno recupero, sei giorni più tardi, è stato dimesso dal Mater Misericordiae di Dublino.
La IFA, federazione calcistica dell'Irlanda settentrionale, ha contestato la scelta di Duffy, portando il caso alla Corte Arbitrale. Il 30 luglio 2010 il caso è stato chiuso con la vittoria di FIFA e FAI e la conseguente integrazione a pieno titolo di Duffy nella nazionale.
Il 6 giugno 2014 ha esordito con la nazionale maggiore nell'amichevole Costa Rica-Irlanda (1-1).
Viene convocato per gli Europei 2016 in Francia nei quali gioca due partite.

## Statistiche

### Presenze e reti nei club
Statistiche aggiornate al 3 giugno 2023.
| Stagione         | Squadra          | Campionato       | Campionato | Campionato | Coppe nazionali | Coppe nazionali | Coppe nazionali | Coppe continentali | Coppe continentali | Coppe continentali | Altre coppe | Altre coppe | Altre coppe | Totale | Totale |
| Stagione         | Squadra          | Comp             | Pres       | Reti       | Comp            | Pres            | Reti            | Comp               | Pres               | Reti               | Comp        | Pres        | Reti        | Pres   | Reti   |
| ---------------- | ---------------- | ---------------- | ---------- | ---------- | --------------- | --------------- | --------------- | ------------------ | ------------------ | ------------------ | ----------- | ----------- | ----------- | ------ | ------ |
| 2009-2010        | Everton          | PL               | 0          | 0          | FACup+CdL       | 0               | 0               | UEL                | 2                  | 0                  | -           | -           | -           | 2      | 0      |
| 2010-mar. 2011   | Everton          | PL               | 0          | 0          | FACup+CdL       | 0               | 0               | -                  | -                  | -                  | -           | -           | -           | 2      | 0      |
| mar.-giu. 2011   | Burnley          | FLC              | 1          | 0          | -               | -               | -               | -                  | -                  | -                  | -           | -           | -           | 1      | 0      |
| ago.-dic. 2011   | Scunthorpe Utd   | FL1              | 18         | 2          | FACup+CdL       | 0               | 0               | -                  | -                  | -                  | FLT         | 1           | 0           | 19     | 2      |
| dic. 2011-2012   | Everton          | PL               | 4          | 0          | FACup           | 1               | 0               | -                  | -                  | -                  | -           | -           | -           | 5      | 0      |
| 2012-2013        | Everton          | PL               | 1          | 0          | FACup+CdL       | 1+1             | 0               | -                  | -                  | -                  | -           | -           | -           | 3      | 0      |
| 2013-2014        | Yeovil Town      | FLC              | 37         | 1          | FACup+CdL       | 2+0             | 0               | -                  | -                  | -                  | -           | -           | -           | 39     | 1      |
| 2014-2015        | Blackburn        | FLC              | 19         | 1          | FACup+CdL       | 3+0             | 0               | -                  | -                  | -                  | -           | -           | -           | 22     | 1      |
| 2015-2016        | Blackburn        | FLC              | 41         | 4          | FACup+CdL       | 1+0             | 0               | -                  | -                  | -                  | -           | -           | -           | 42     | 4      |
| ago. 2016        | Blackburn        | FLC              | 3          | 0          | FACup+CdL       | 0+2             | 0+2             | -                  | -                  | -                  | -           | -           | -           | 5      | 2      |
| Totale Blackburn | Totale Blackburn | Totale Blackburn | 63         | 5          |                 | 4+2             | 0+2             |                    | -                  | -                  |             | -           | -           | 69     | 7      |
| ago. 2016-2017   | Brighton         | FLC              | 31         | 2          | FACup+CdL       | 0               | 0               | -                  | -                  | -                  | -           | -           | -           | 31     | 2      |
| 2017-2018        | Brighton         | PL               | 37         | 0          | FACup+CdL       | 1+0             | 0               | -                  | -                  | -                  | -           | -           | -           | 38     | 0      |
| 2018-2019        | Brighton         | PL               | 35         | 5          | FACup+CdL       | 5+0             | 0               | -                  | -                  | -                  | -           | -           | -           | 40     | 5      |
| 2019-2020        | Brighton         | PL               | 19         | 1          | FACup+CdL       | 1+1             | 0               | -                  | -                  | -                  | -           | -           | -           | 21     | 1      |
| 2020-2021        | Celtic           | SP               | 18         | 3          | SC+CdL          | 2+1             | 0               | UEL                | 6                  | 0                  | -           | -           | -           | 27     | 3      |
| 2021-2022        | Brighton         | PL               | 18         | 1          | FACup+CdL       | 1+1             | 0               | -                  | -                  | -                  | -           | -           | -           | 20     | 1      |
| Totale Brighton  | Totale Brighton  | Totale Brighton  | 140        | 9          |                 | 8+2             | 0               |                    | -                  | -                  |             | -           | -           | 150    | 9      |
| 2022-2023        | Fulham           | PL               | 5          | 0          | FACup+CdL       | 1+1             | 0               | -                  | -                  | -                  | -           | -           | -           | 7      | 0      |
| 2023-2024        | Norwich City     | FLC              | 36+2       | 1+0        | FACup+CdL       | 0+2             | 0               | -                  | -                  | -                  | -           | -           | -           | 40     | 1      |
| 2024-2025        | Norwich City     | FLC              | 11         | 1          | FACup+Cdl       | 0+1             | 0               | -                  | -                  | -                  | -           | -           | -           | 12     | 1      |
| Totale carriera  | Totale carriera  | Totale carriera  | 325        | 22         |                 | 29              | 2               |                    | 8                  | 0                  |             | 1           | 0           | 362    | 24     |

### Cronologia presenze e reti in nazionale
| Cronologia completa delle presenze e delle reti in nazionale ― Irlanda | Cronologia completa delle presenze e delle reti in nazionale ― Irlanda | Cronologia completa delle presenze e delle reti in nazionale ― Irlanda | Cronologia completa delle presenze e delle reti in nazionale ― Irlanda | Cronologia completa delle presenze e delle reti in nazionale ― Irlanda | Cronologia completa delle presenze e delle reti in nazionale ― Irlanda | Cronologia completa delle presenze e delle reti in nazionale ― Irlanda | Cronologia completa delle presenze e delle reti in nazionale ― Irlanda |
| Data                                                                   | Città                                                                  | In casa                                                                | Risultato                                                              | Ospiti                                                                 | Competizione                                                           | Reti                                                                   | Note                                                                   |
| ---------------------------------------------------------------------- | ---------------------------------------------------------------------- | ---------------------------------------------------------------------- | ---------------------------------------------------------------------- | ---------------------------------------------------------------------- | ---------------------------------------------------------------------- | ---------------------------------------------------------------------- | ---------------------------------------------------------------------- |
| 6-6-2014                                                               | Chester                                                                | Costa Rica                                                             | 1 – 1                                                                  | Irlanda                                                                | Amichevole                                                             | -                                                                      |                                                                        |
| 25-3-2016                                                              | Dublino                                                                | Irlanda                                                                | 1 – 0                                                                  | Svizzera                                                               | Amichevole                                                             | -                                                                      |                                                                        |
| 27-5-2016                                                              | Dublino                                                                | Irlanda                                                                | 1 – 1                                                                  | Paesi Bassi                                                            | Amichevole                                                             | -                                                                      |                                                                        |
| 22-6-2016                                                              | Lilla                                                                  | Italia                                                                 | 0 – 1                                                                  | Irlanda                                                                | Euro 2016 - 1º turno                                                   | -                                                                      |                                                                        |
| 26-6-2016                                                              | Lione                                                                  | Francia                                                                | 2 – 1                                                                  | Irlanda                                                                | Euro 2016 - Ottavi di finale                                           | -                                                                      | 66’                                                                    |
| 6-10-2016                                                              | Dublino                                                                | Irlanda                                                                | 1 – 0                                                                  | Georgia                                                                | Qual. Mondiali 2018                                                    | -                                                                      | cap.                                                                   |
| 9-10-2016                                                              | Chișinău                                                               | Moldavia                                                               | 1 – 3                                                                  | Irlanda                                                                | Qual. Mondiali 2018                                                    | -                                                                      |                                                                        |
| 12-11-2016                                                             | Vienna                                                                 | Austria                                                                | 0 – 1                                                                  | Irlanda                                                                | Qual. Mondiali 2018                                                    | -                                                                      | 50’                                                                    |
| 1-6-2017                                                               | East Rutherford                                                        | Irlanda                                                                | 1 – 3                                                                  | Messico                                                                | Amichevole                                                             | -                                                                      |                                                                        |
| 4-6-2017                                                               | Dublino                                                                | Irlanda                                                                | 3 – 1                                                                  | Uruguay                                                                | Amichevole                                                             | -                                                                      | 61’                                                                    |
| 11-6-2017                                                              | Dublino                                                                | Irlanda                                                                | 1 – 1                                                                  | Austria                                                                | Qual. Mondiali 2018                                                    | -                                                                      |                                                                        |
| 2-9-2017                                                               | Tbilisi                                                                | Georgia                                                                | 1 – 1                                                                  | Irlanda                                                                | Qual. Mondiali 2018                                                    | 1                                                                      |                                                                        |
| 5-9-2017                                                               | Dublino                                                                | Irlanda                                                                | 0 – 1                                                                  | Serbia                                                                 | Qual. Mondiali 2018                                                    | -                                                                      |                                                                        |
| 6-10-2017                                                              | Dublino                                                                | Irlanda                                                                | 2 – 0                                                                  | Moldavia                                                               | Qual. Mondiali 2018                                                    | -                                                                      |                                                                        |
| 9-10-2017                                                              | Cardiff                                                                | Galles                                                                 | 0 – 1                                                                  | Irlanda                                                                | Qual. Mondiali 2018                                                    | -                                                                      |                                                                        |
| 11-11-2017                                                             | Copenaghen                                                             | Danimarca                                                              | 0 – 0                                                                  | Irlanda                                                                | Qual. Mondiali 2018                                                    | -                                                                      |                                                                        |
| 14-11-2017                                                             | Dublino                                                                | Irlanda                                                                | 1 – 5                                                                  | Danimarca                                                              | Qual. Mondiali 2018                                                    | 1                                                                      |                                                                        |
| 23-3-2018                                                              | Adalia                                                                 | Turchia                                                                | 1 – 0                                                                  | Irlanda                                                                | Amichevole                                                             | -                                                                      |                                                                        |
| 28-5-2018                                                              | Saint-Denis                                                            | Francia                                                                | 2 – 0                                                                  | Irlanda                                                                | Amichevole                                                             | -                                                                      |                                                                        |
| 2-6-2018                                                               | Dublino                                                                | Irlanda                                                                | 2 – 1                                                                  | Stati Uniti                                                            | Amichevole                                                             | -                                                                      | 77’                                                                    |
| 6-9-2018                                                               | Cardiff                                                                | Galles                                                                 | 4 – 1                                                                  | Irlanda                                                                | UEFA Nations League 2018-2019 - 1º turno                               | -                                                                      |                                                                        |
| 13-10-2018                                                             | Dublino                                                                | Irlanda                                                                | 0 – 0                                                                  | Danimarca                                                              | UEFA Nations League 2018-2019 - 1º turno                               | -                                                                      | 90+3’                                                                  |
| 16-10-2018                                                             | Dublino                                                                | Irlanda                                                                | 0 – 1                                                                  | Galles                                                                 | UEFA Nations League 2018-2019 - 1º turno                               | -                                                                      |                                                                        |
| 15-11-2018                                                             | Dublino                                                                | Irlanda                                                                | 0 – 0                                                                  | Irlanda del Nord                                                       | Amichevole                                                             | -                                                                      |                                                                        |
| 19-11-2018                                                             | Aarhus                                                                 | Danimarca                                                              | 0 – 0                                                                  | Irlanda                                                                | UEFA Nations League 2018-2019 - 1º turno                               | -                                                                      |                                                                        |
| 23-3-2019                                                              | Gibilterra                                                             | Gibilterra                                                             | 0 – 1                                                                  | Irlanda                                                                | Qual. Euro 2020                                                        | -                                                                      |                                                                        |
| 26-3-2019                                                              | Dublino                                                                | Irlanda                                                                | 1 – 0                                                                  | Georgia                                                                | Qual. Euro 2020                                                        | -                                                                      |                                                                        |
| 7-6-2019                                                               | Copenaghen                                                             | Danimarca                                                              | 1 – 1                                                                  | Irlanda                                                                | Qual. Euro 2020                                                        | 1                                                                      |                                                                        |
| 10-6-2019                                                              | Dublino                                                                | Irlanda                                                                | 2 – 0                                                                  | Gibilterra                                                             | Qual. Euro 2020                                                        | -                                                                      |                                                                        |
| 5-9-2019                                                               | Dublino                                                                | Irlanda                                                                | 1 – 1                                                                  | Svizzera                                                               | Qual. Euro 2020                                                        | -                                                                      |                                                                        |
| 12-10-2019                                                             | Tbilisi                                                                | Georgia                                                                | 0 – 0                                                                  | Irlanda                                                                | Qual. Euro 2020                                                        | -                                                                      |                                                                        |
| 15-10-2019                                                             | Lancy                                                                  | Svizzera                                                               | 2 – 0                                                                  | Irlanda                                                                | Qual. Euro 2020                                                        | -                                                                      | 66’                                                                    |
| 18-11-2019                                                             | Dublino                                                                | Irlanda                                                                | 1 – 1                                                                  | Danimarca                                                              | Qual. Euro 2020                                                        | -                                                                      | cap.                                                                   |
| 3-9-2020                                                               | Sofia                                                                  | Bulgaria                                                               | 1 – 1                                                                  | Irlanda                                                                | UEFA Nations League 2020-2021 - 1º turno                               | 1                                                                      | cap.                                                                   |
| 6-9-2020                                                               | Dublino                                                                | Irlanda                                                                | 0 – 1                                                                  | Finlandia                                                              | UEFA Nations League 2020-2021 - 1º turno                               | -                                                                      | cap.                                                                   |
| 8-10-2020                                                              | Bratislava                                                             | Slovacchia                                                             | 0 – 0 dts (4 – 2 dtr)                                                  | Irlanda                                                                | Qual. Euro 2020                                                        | -                                                                      | cap. 69’                                                               |
| 11-10-2020                                                             | Dublino                                                                | Irlanda                                                                | 0 – 0                                                                  | Galles                                                                 | UEFA Nations League 2020-2021 - 1º turno                               | -                                                                      | cap.                                                                   |
| 14-10-2020                                                             | Helsinki                                                               | Finlandia                                                              | 1 – 0                                                                  | Irlanda                                                                | UEFA Nations League 2020-2021 - 1º turno                               | -                                                                      | cap.                                                                   |
| 12-11-2020                                                             | Londra                                                                 | Inghilterra                                                            | 3 – 0                                                                  | Irlanda                                                                | Amichevole                                                             | -                                                                      | cap.                                                                   |
| 15-11-2020                                                             | Cardiff                                                                | Galles                                                                 | 1 – 0                                                                  | Irlanda                                                                | UEFA Nations League 2020-2021 - 1º turno                               | -                                                                      | cap. 84’                                                               |
| 18-11-2020                                                             | Dublino                                                                | Irlanda                                                                | 0 – 0                                                                  | Bulgaria                                                               | UEFA Nations League 2020-2021 - 1º turno                               | -                                                                      | cap.                                                                   |
| 30-3-2021                                                              | Debrecen                                                               | Qatar                                                                  | 1 – 1                                                                  | Irlanda                                                                | Amichevole                                                             | -                                                                      |                                                                        |
| 3-6-2021                                                               | Andorra la Vella                                                       | Andorra                                                                | 1 – 4                                                                  | Irlanda                                                                | Amichevole                                                             | -                                                                      | 86’                                                                    |
| 8-6-2021                                                               | Budapest                                                               | Ungheria                                                               | 0 – 0                                                                  | Irlanda                                                                | Amichevole                                                             | -                                                                      |                                                                        |
| 1-9-2021                                                               | Faro                                                                   | Portogallo                                                             | 2 – 1                                                                  | Irlanda                                                                | Qual. Mondiali 2022                                                    | -                                                                      |                                                                        |
| 4-9-2021                                                               | Dublino                                                                | Irlanda                                                                | 1 – 1                                                                  | Azerbaigian                                                            | Qual. Mondiali 2022                                                    | 1                                                                      |                                                                        |
| 7-9-2021                                                               | Dublino                                                                | Irlanda                                                                | 1 – 1                                                                  | Serbia                                                                 | Qual. Mondiali 2022                                                    | -                                                                      | cap.                                                                   |
| 9-10-2021                                                              | Baku                                                                   | Azerbaigian                                                            | 0 – 3                                                                  | Irlanda                                                                | Qual. Mondiali 2022                                                    | -                                                                      |                                                                        |
| 12-10-2021                                                             | Dublino                                                                | Irlanda                                                                | 4 – 0                                                                  | Qatar                                                                  | Amichevole                                                             | 1                                                                      | cap. 77’                                                               |
| 11-11-2021                                                             | Dublino                                                                | Irlanda                                                                | 0 – 0                                                                  | Portogallo                                                             | Qual. Mondiali 2022                                                    | -                                                                      |                                                                        |
| 14-11-2021                                                             | Lussemburgo                                                            | Lussemburgo                                                            | 0 – 3                                                                  | Irlanda                                                                | Qual. Mondiali 2022                                                    | 1                                                                      | 56’                                                                    |
| 26-3-2022                                                              | Dublino                                                                | Irlanda                                                                | 2 – 2                                                                  | Belgio                                                                 | Amichevole                                                             | -                                                                      |                                                                        |
| 4-6-2022                                                               | Erevan                                                                 | Armenia                                                                | 1 – 0                                                                  | Irlanda                                                                | UEFA Nations League 2022-2023 - 1º turno                               | -                                                                      |                                                                        |
| 8-6-2022                                                               | Dublino                                                                | Irlanda                                                                | 0 – 1                                                                  | Ucraina                                                                | UEFA Nations League 2022-2023 - 1º turno                               | -                                                                      | cap.                                                                   |
| 11-6-2022                                                              | Dublino                                                                | Irlanda                                                                | 3 – 0                                                                  | Scozia                                                                 | UEFA Nations League 2022-2023 - 1º turno                               | -                                                                      | 60’                                                                    |
| 7-9-2023                                                               | Parigi                                                                 | Francia                                                                | 2 – 0                                                                  | Irlanda                                                                | Qual. Euro 2024                                                        | -                                                                      |                                                                        |
| 10-9-2023                                                              | Dublino                                                                | Irlanda                                                                | 1 – 2                                                                  | Paesi Bassi                                                            | Qual. Euro 2024                                                        | -                                                                      | cap.                                                                   |
| 13-10-2023                                                             | Dublino                                                                | Irlanda                                                                | 0 – 2                                                                  | Grecia                                                                 | Qual. Euro 2024                                                        | -                                                                      | cap.                                                                   |
| 16-10-2023                                                             | Faro                                                                   | Gibilterra                                                             | 0 – 4                                                                  | Irlanda                                                                | Qual. Euro 2024                                                        | -                                                                      | cap.                                                                   |
| 21-11-2023                                                             | Dublino                                                                | Irlanda                                                                | 1 – 1                                                                  | Nuova Zelanda                                                          | Amichevole                                                             | -                                                                      | cap.                                                                   |
| 4-6-2024                                                               | Dublino                                                                | Irlanda                                                                | 2 – 1                                                                  | Ungheria                                                               | Amichevole                                                             | -                                                                      | 46’                                                                    |
| Totale                                                                 |                                                                        | Presenze                                                               | 61                                                                     |                                                                        | Reti                                                                   | 7                                                                      |                                                                        |

## Palmarès

### Club
- Coppa di Scozia: 1

Celtic: 2019-2020